# Финале Купа Мађарске у фудбалу 2005.
Финале Мађарског купа 2005. је одлучило о победнику мађарског купа 2004/05. било је 62. финале серије. Финале је одиграно између фудбалских клубова ФК Ференцвароша и ФК Шопрона. Утакмица је одржана у Секешфехервару, на стадиону Шошто, 11. маја. 2005. године. Победа Шопрона је по први пут у његовој историји обезбедила трофеј. Утакмица је ушла у јавност као скандалозно финале купа.

## Место одржавања финала
На основу препоруке извршног тела савеза, Мађарски фудбалски савез је одлучио да утакмицу организује стадион Шошто у Секешфехервару. Утакмица је преношена на телевизији Дуна.

## Пут до финала
Ференцварош и Шопрон су се квалификовали за финале. Оба тима су ушла у такмичење у трећем колу, пошто су се такмичила у међународним куповима током лета 2004. године. Након прве утакмице, финалисти су доминирали и доста лако пласирали у осмину финала. У последњем колу пре финала, Ференцварош је у полуфиналу елиминисао друголигаша БКВ Елере.  Шопрон је код куће победио финалисту претходне године, будимпештански Хонвед, резултатом 4-2. Ово је био први пут у историји западномађарског тима да су стигли до финала Мађарског купа.
| Ференцварош     | Ференцварош | Ференцварош |               | Шопрон        | Шопрон     | Шопрон         |
| Противник       | Рез.        | Утакмице    | Коло          | Противник     | Рез.       | Утакмице       |
| --------------- | ----------- | ----------- | ------------- | ------------- | ---------- | -------------- |
| Дабаш           | 4–0         | 4–0 (г)     | 3. коло       | Ајка          | 5–0        | 5–0 (г)        |
| Мфц Печуј       | 3–1         | 3–1 (г)     | Осмина финала | Дебрецин      | 1–0        | 1–0 (д)        |
| Ракоци Капошвар | 3–1         | 3–1 (д)     | Четвртфинале  | Казинцбарцика | 2–1        | 1–2 (г)        |
| БКВ Елере       | 3–1         | 3–1 (г)     | Полуфинале    | Хонвед Бп.    | 4–2 (про.) | 4–2 (про.) (o) |

## Финална утакмица
| ФК Ференцварош   | 1 : 5    | ФК Шопрон                                                                        |
| ---------------- | -------- | -------------------------------------------------------------------------------- |
| Петер Липчеи 49’ | Извештај | Михаљ Тот 13’ · Жолт Барањош 38’ · Иван Балашко 45’ (11) 57’ · Андраш Хорват 73’ |

| Ференцварош | Шопрон |

| 22               | Г  | Лајош Сич           | 45+1’   |
| 3                | О  | Акош Такач          |         |
| 24               | О  | Габор Ђепеш         |         |
| 23               | О  | Сорин Ботис         |         |
| 99               | О  | Марек Пенкса        |         |
| 6                | СТ | Петер Липчаи (c)    | 43’     |
| 53               | СТ | Адем Капич          | 56’ 68’ |
| 20               | СТ | Денеш Роша          | 38’     |
| 11               | СТ | Саболч Хусти        |         |
| 90               | Н  | Томас Совунми       | 78’     |
| 15               | Н  | Ласло Барта         | 45’     |
| Резерве:         |    |                     |         |
| 1                | Г  | Милан Удварац       | 45’     |
|                  | Н  | Александар Бајевски |         |
|                  | О  | Жолт Богнар         |         |
|                  | Н  | Арпад Ногради       |         |
|                  | СТ | Даниел Тежер        |         |
|                  | Н  | Роберт Вагнер       |         |
|                  | СТ | Драган Вукмир       |         |
| Менаџер:         |    |                     |         |
| Чаба Ласло 45+1’ |    |                     |         |

| 12           | Г  | Јанош Балог    |         |
| 7            | О  | Андраш Хорват  |         |
| 16           | О  | Тамаш Секереш  |         |
| 19           | О  | Золтан Фехер   | 30’     |
| 8            | О  | Бојан Лазић    |         |
| 11           | СТ | Золтан Пинтер  | 47’ 79’ |
| 18           | СТ | Иван Балашко   | 71’     |
| 9            | СТ | Ото Сабо       |         |
| 10           | СТ | Жулт Барањош   | 48’ 83’ |
| 6            | Н  | Иштван Шира    | 71’     |
| 21           | Н  | Михаљ Тот (c)  |         |
| Резерве      |    |                |         |
| 69           | СТ | Чаба Чордаш    | 71’     |
| 5            | СТ | Тамаш Шоморјаи | 71’     |
| 2            | СТ | Чаба Фелдвари  | 83’     |
|              | Н  | Тамаш Хорват   |         |
|              | О  | Виктор Ханак   |         |
|              | СТ | Шандор Карољи  |         |
|              | СТ | Тамаш Шифтер   |         |
| Менаџер:     |    |                |         |
| Атила Пинтер |    |                |         |

## Репортажа
Финале је одржано пред 4.000 гледалаца на стадиону Шошто. Шопрон је постигао гол из свог првог напада, преко Михаља Тота у 13. минуту (0-1). Ференцварош је остао у теренској надмоћи после гола, али је у 38. минуту Жолт Барањош постигао гол још један гол за Шопрон (0-2). Ово је био други напад Шопрона на утакмици. Након гола, судија је искључио Денеша Рошу због приговора. Два минута пре краја полувремена, Шопрону је досуђен пенал, Петер Липчеи је фаулирао Тота. Пенал је реализовао Иван Балашко (0-3). Након гола, Лајош Сич и тренер ФТЦ-а Чаба Ласло такође су добили црвене картоне, обојица због жалби. Екипе су завршиле прво полувреме са вођством Шопрона од 3:0, али је четири минута након преокрета, Ференцварош из слободног ударца Липчаиа смањио резултатску предност на 1:3. Осам минута касније, Балашко је повећао предност Шопрона, остављајући Фрадију мале шансе за освајање купа (1:4). У 68. минуту, Адем Капич из Ференцвароша је добио црвени картон, а у 79. минуту, Золтан Пинтер је такође добио црвени картон за Шопрон. У 73. минуту, Андраш Хорват је постигао 5. гол за Шопрон, чиме је постављен коначан резултат утакмице (1:5). Тим из Западне Мађарске је први пут у својој историји освојио Мађарски куп.
| „                                 | Наводно су довели страног судију како не би био главни лик утакмице. Оно што се овде десило био је шамар мађарским судијама. Хрватски судија је освојио куп за Шопрон. | ” |
| — Чаба Ласло менаџер Ференцвароша | |   |

| „                               | Били смо мирнији, прибранији од Фрадија, у потпуности смо реализовали своје замисли. Знали смо да је наш ривал најрањивији на левој страни, јер су већ примили доста голова од малог Хустија ове сезоне, и покушали смо то да искористимо. (...) Овим смо донели велику славу граду, и доказали смо да чак и мали тим може да постигне велике резултате ако сви желе успех. | ” |
| — Атила Пинтер, менаџер Шопрона | |   |

## Крај финала
- Адем Капич, Денеш Роша и Лајош Сић из Ференцвароша, који су искључени у финалу, и Золтан Пинтер из Шопрона, били су суспендовани са једне утакмице Мађарског купа двадесет четири сата након утакмице.
- У мају 2005. године, дисциплинска комисија Мађарске фудбалске лиге искључила је Ференцварош из следећег такмичења Мађарског купа због озбиљног неспортског понашања у финалу.[7]
- Чаба Ласло је такође кажњен са милион форинти од стране дисциплинске комисије Мађарске лиге и ТК Ференцварош.[8]